# Щапов, Михаил Викторович
Михаил Викторович Щапов (род. 20 сентября 1975, Киренск, Иркутская область) — российский политический деятель. Депутат Государственной думы Федерального собрания Российской Федерации VII, VIII созывов, первый заместитель председателя Комитета Государственной Думы по бюджету и налогам, член фракции КПРФ. Подполковник ФСБ.
Из-за поддержки российско-украинской войны находится под персональными санкциями 27 стран ЕС, Великобритании, США, Канады, Швейцарии, Австралии, Японии, Украины, Новой Зеландии.

## Биография
Родился 20 сентября 1975 года в Киренске. Детство и юность провёл в Иркутске. После окончания школы отслужил действительную военную службу. Окончил Иркутский филиал Московского государственного университета коммерции (специализация «бакалавр экономики» 1997 г.), затем — Институт подготовки сотрудников органов госбезопасности (Новосибирск).
Более 10 лет проработал в ФСБ (Иркутск) по направлениям экономической безопасности и борьбы с коррупцией, руководил оперативным отделением. Участник боевых действий на Северном Кавказе (Чечня). Подполковник ФСБ. В 2010 году, выйдя в отставку, окончил юридический институт ИГУ по специальности «Юриспруденция». Получил степень МВА по направлению «Управление недвижимостью» в Академии народного хозяйства при Правительстве РФ.
В 2011 году стал одним из создателей сельскохозяйственного предприятия ООО «АгроБайкал». В сентябре 2013 года избран депутатом Законодательного собрания Иркутской области (по списку КПРФ). Член фракции КПРФ.
С 2016 года по предложению губернатора Иркутской области Сергея Левченко Михаил Щапов стал председателем Совета директоров Иркутского аэропорта (на общественных началах), с избранием в Государственную Думу сложил полномочия.
В сентябре 2016 года избран депутатом Государственной думы Российской Федерации VII созыва по Иркутскому одномандатному избирательному округу № 93 (Иркутская область), был выдвинут от КПРФ.
С 2016 по 2017 год входил в комитет Государственной Думы по безопасности и противодействию коррупции, комиссию Государственной Думы по контролю за достоверностью сведений о доходах, об имуществе и обязательствах имущественного характера, представляемых депутатами Государственной Думы.
В апреле 2017 года Михаил Викторович Щапов вошёл в состав межфракционной рабочей группы «Байкал».
В ноябре 2017 года вошёл в комитет Государственной Думы по бюджету и налогам.
В марте 2019 года вошёл в состав межфракционной рабочей группы Государственной Думы по законодательному обеспечению прав предпринимателей Российской Федерации.
В мае 2019 года вошёл в состав межфракционной рабочей группы Государственной Думы по защите прав граждан и доступности цифровых технологий.
В апреле 2020 года возглавил рабочую группу по поддержке малого и среднего предпринимательства в сфере сельского хозяйства при комиссии Государственной думы по вопросам поддержки МСП. Задача комиссии — предложить меры поддержки различным отраслям экономики, пострадавшим от ограничений, связанных с пандемией коронавирусной инфекции. Единогласно выдвинут кандидатом в губернаторы иркутским областным отделением КПРФ. На выборах губернатора Иркутской области набрал 25,5 %, уступив только поддержанному партией «Единая Россия» врио губернатора Игорю Кобзеву.
2021 год. Избран первым заместителем председателя комитета по бюджету и налогам VII созыва Государственной Думы ФС РФ. Вновь избран депутатом Государственной Думы ФС РФ от одномандатного избирательного округа № 93 (Иркутская область), набрав 50,77 %. Полученный результат стал первым в России по уровню поддержки избирателей среди кандидатов от оппозиции, против которых на одномандатном избирательном округе был выдвинут кандидат от партии власти.
Повторно избран на должность первого заместителя председателя комитета по бюджету и налогам в VIII созыве Государственной Думы ФС РФ.
Член фракции Политической партии «Коммунистическая партия Российской Федерации»
Женат, воспитывает четверых детей, двух внуков.

## Законотворческая деятельность
За период работы в VII созыве (2016—2021) М.Щапов внес в Госдуму 110 законопроектов, из которых 19 внесено единолично, 92 - в соавторстве с другими депутатами.
Это поправки в: Лесной, Жилищный, Градостроительный, Бюджетный, Налоговый, Трудовой кодексы, КоАП, федеральные законы «О государственной экологической экспертизе», «Об охране озера Байкал», «О ветеранах», «Об охоте и о сохранении охотничьих ресурсов», «Об общих принципах организации местного самоуправления в РФ», «О государственной гражданской службе», «О государственной социальной помощи», «О страховых пенсиях».
Среди наиболее значимых можно выделить:
- Поправки в Федеральный закон «О страховых пенсиях»[17] предлагалось исключить из законодательства ограничение общего страхового стажа, связанного с периодом ухода за детьми, шестью годами, а также установить индивидуальный пенсионный коэффициент 5,4 для пятого и последующих детей.
- Поправки в закон «О ветеранах»[18], которыми предлагается предоставлять и ветеранам боевых действий, а также членам семей погибших (умерших) инвалидов и ветеранов боевых действий жилье за счет средств федерального бюджета независимо от даты постановки на учёт в качестве нуждающихся в жилых помещениях. В настоящее время указанное право предоставляется тем, кто встал на учёт до 1 января 2005 года, что является несправедливым.
- Поправки в законы «Об охране озера Байкал», «О государственной экологической экспертизе» и Градостроительный кодекс[19], которыми предлагалось отменить государственную экологическую экспертизу для строительства и реконструкции тех объектов, которые находятся дальше 50 км от берега озера и не относятся к I и II категориям опасности, то есть не несут реальную угрозу экологии озера.
- Поправки в Лесной кодекс[20], которыми предлагалось вернуть на федеральный уровень переданное органам государственной власти субъектов Российской Федерации полномочие по тушению лесных пожаров. До 2007 года обязанность по тушению лесных пожаров лежала на федеральной власти, после — была переда субъектам РФ. Однако регионы России не в состоянии реализовывать указанное полномочие по причине тотального недофинансирования из центра.
- Другими поправками в Лесной кодекс[21] предлагалось отказывать в допуске к участию в аукционе на пользование лесным участком или в праве безвозмездного пользования лесным участком в случае наличия недоимки по налогам, сборам и (или) задолженности по иным обязательным платежам в бюджеты бюджетной системы РФ. Эта мера могла бы дать региональным властям дополнительный инструмент контроля над лесной отраслью и возможность убрать оттуда недобросовестные компании, получающие прибыль с леса, но не уплачивающие с него налоги.
- Поправками в Трудовой кодекс[22] предлагалось законодательно закрепить, что базовая ставка заработной платы педагогических и медицинских работников не может быть ниже двукратного минимального размера оплаты труда, установленного в субъекте Российской Федерации, на территории которого расположены и действуют соответствующие медицинские и образовательные организации. Эта мера позволила закрепить на уровне закона, что твердая часть зарплаты должна быть больше, чем доля стимулирующих надбавок.
- Поправками в Федеральный закон «О государственной гражданской службе Российской Федерации»[23] предлагалось для назначения на должности категории «руководители» высшей и главной группы должностей федеральной гражданской службы ввести дополнительное требование в виде обязательного опыта работы в субъекте РФ (в форме стажа на государственной гражданской службе или работы по специальности) в течение не менее трех лет. Эта мера позволила бы будущим федеральным чиновникам лучше узнать жизнь в субъектах РФ и при принятии решений на федеральном уровне учитывать особенности и потребности регионов России.

Законопроекты, вносящие изменения в Бюджетный и Налоговый кодексы направлены на увеличение собственных доходов регионов, а также облегчение налогового бремени на граждан.
- Так, поправками в Налоговый кодекс[24] предлагается досрочно возвратить ранее централизованную часть собственных налоговых доходов регионов в виде 1 % налога на прибыль обратно в регионы (начиная не с 2025 года, а с 2021 года). От централизации 1 % ставки налога на прибыль промышленно развитые регионы теряют больше 200 млрд рублей в год.
- Поправками в Бюджетный кодекс[25] предлагалось установить зачисление налога на добычу полезных ископаемых в виде углеводородного сырья в бюджеты субъектов РФ по нормативу 30 процентов, а нормативы зачисления налога на добычу полезных ископаемых в виде углеводородного сырья в федеральный бюджет уменьшить со 100 до 70 процентов. Эта мера позволила бы восстановить баланс в отношениях регионов и федерального центра и вернуть часть доходов в регионы. За последние 10 лет доля региональных бюджетов в налоговых доходах упала с 60 % до 44 %, совокупный госдолг регионов вырос с 1 трлн до 2,5 трлн руб. У субъектов федерации нет денег даже на первоочередные расходы, они вынуждены постоянно занимать средства у банков.
- Поправки в Налоговый кодекс[26], которыми предлагалось предоставить налогоплательщику возможность получать социальный налоговый вычет в размере стоимости лекарственных препаратов и лечения не только за себя, своего супруга и родителя, но и за своего ребёнка (в том числе усыновленного) и подопечного, независимо от их возраста (в настоящее время получить налоговый вычет можно только за ребёнка до 18 лет).
- Другими поправками в Налоговый кодекс[27] предлагалось освободить неработающих пенсионеров от уплаты НДФЛ с доходов в виде процентов по вкладам. При условии, чтобы указанные доходы не превышают за налоговый период двенадцатикратной величины прожиточного минимума в целом по Российской Федерации, установленного для пенсионеров на соответствующий год.

Среди принятых законопроектов Михаила Щапова поправки:
- Об охране аэропортов и объектов их инфраструктуры[28]
- О восстановлении системы лесозащитных полос[29]
- О компенсации расходов на уплату взносов на капитальный ремонт[30]
- О смягчении налогового надзора за гражданами[31]
- О создании анти-террористических комиссий в муниципальных образованиях[32]
- О запрете на участие офшорных компаний в приватизации[33]

## Международные санкции
Из-за поддержки российской агрессии и нарушения территориальной целостности Украины во время российско-украинской войны находится под персональными международными санкциями разных стран.
23 февраля 2022 года внесён в санкционные списки стран Евросоюза за действия и политику, которые подрывают территориальную целостность, суверенитет и независимость Украины и еще больше дестабилизируют Украину.
24 февраля 2022 года включён в санкционный список Канады «близких соратников режима» за голосование о признании независимости «так называемых республик в Донецке и Луганске».
24 марта 2022 года, на фоне вторжения России на Украину, включен в санкционный список США за «соучастие в войне Путина» и «поддержку усилий Кремля по вторжению в Украину», Госдеп США заявил что депутаты Госдумы используют свои полномочия для преследования инакомыслящих и политических оппонентов, нарушают свободу информации, ограничивают права человека и основные свободы граждан России.
По аналогичным основаниям с 11 марта 2022 года находится под санкциями Великобритании. С 25 февраля 2022 года находится под санкциями Швейцарии. С 26 февраля 2022 года находится под санкциями Австралии. С 12 апреля 2022 года находится под санкциями Японии. Указом президента Украины Владимира Зеленского от 7 сентября 2022 находится под санкциями Украины. С 3 мая 2022 года находится под санкциями Новой Зеландии.